# Limón (Honduras)
Limón – gmina (municipio) w północnym Hondurasie, w departamencie Colón. W 2010 roku zamieszkana była przez ok. 10,7 tys. mieszkańców. Siedzibą administracyjną jest Limón.

## Położenie
Gmina położona jest w środkowej części departamentu, nad Morzem Karaibskim, ograniczającym obszar od północy. Graniczy z 3 gminami:
- Iriona od południa i wschodu,
- Santa Rosa de Aguán i Trujillo od zachodu.

## Demografia
Według danych honduraskiego Narodowego Instytutu Statystycznego na rok 2010 struktura wiekowa i płciowa ludności w gminie przedstawiała się następująco:
| Wiek      | 0–3   | 4–6 | 7–12  | 13–17 | 18–24 | 25–64 | 65+ | razem  |
| Limón     | 1 263 | 901 | 1 808 | 1 369 | 1 490 | 3 439 | 476 | 10 745 |
| Mężczyźni | 716   | 551 | 1 093 | 781   | 914   | 1 986 | 243 | 6 283  |
| Kobiety   | 546   | 350 | 715   | 588   | 576   | 1 454 | 232 | 4 462  |